# Ngo-Ketunjia

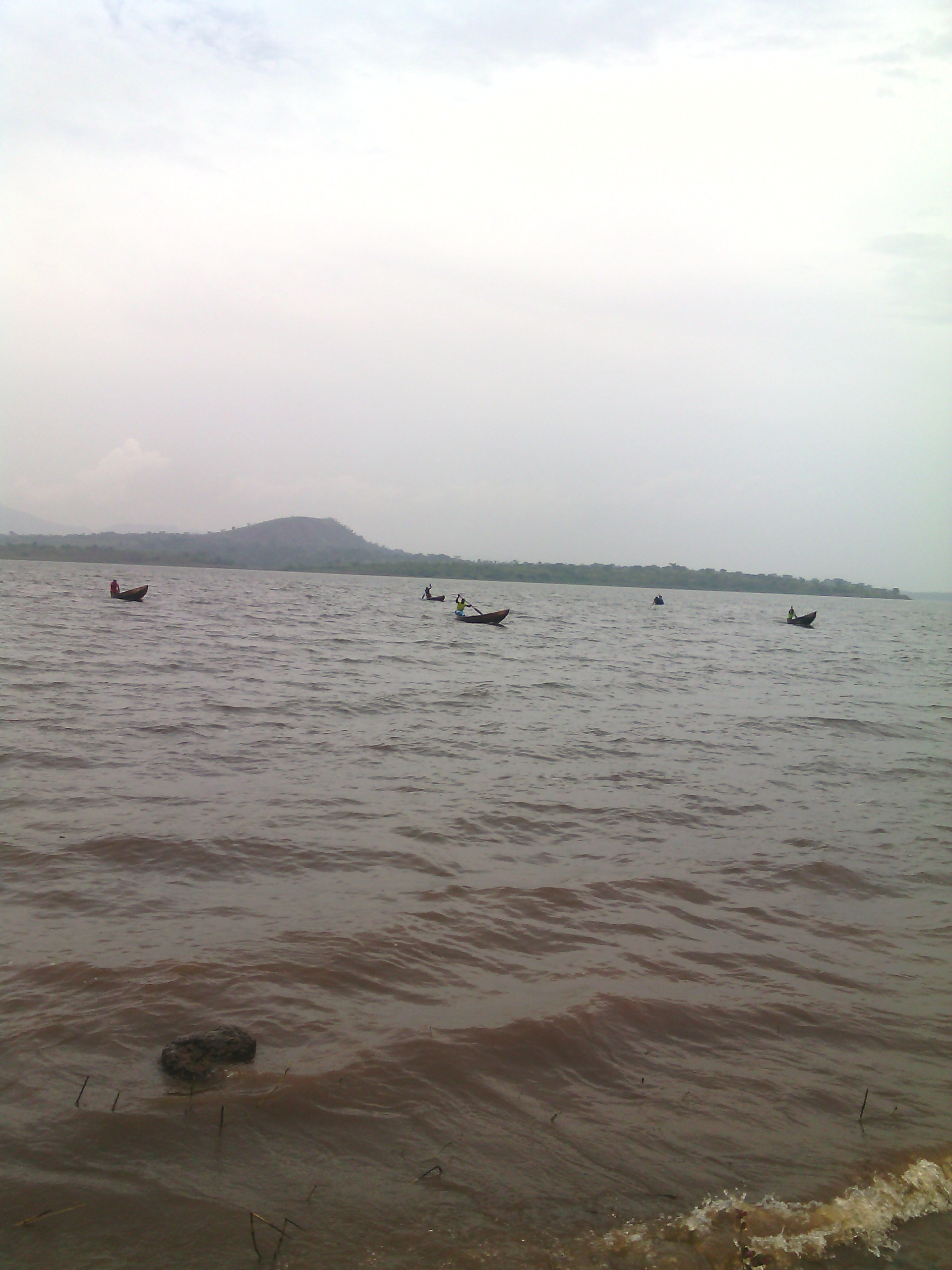
Zandstrand van Mbissa, in Bambalang, een van de vier dorpen van departementshoofdplaats Ndop

Ngo-Ketunjia is een departement in Kameroen, gelegen in de regio Nord-Ouest.
De hoofdplaats van het departement is Ndop, gelegen aan het stuwmeer van Bamendjing, ontstaan na afdamming van de Noun, een rivier in het stroomgebied van de Sanaga.
De totale oppervlakte van het departement bedraagt 1.126 km². Met 174.173 inwoners bij de census van 2001 leidt dit tot een bevolkingsdichtheid van 155 inw/km².

## Gemeenten
Ngo-Ketunjia is onderverdeeld in drie gemeenten:
- Babessi
- Balikumbat
- Ndop